# Inga Iwasiów
Inga Małgorzata Iwasiów z domu Ciepła (ur. 6 czerwca 1963 w Szczecinie) – polska literaturoznawczyni, krytyczka literacka, poetka i prozaiczka, profesor nauk humanistycznych.

## Życiorys
Absolwentka I Liceum Ogólnokształcącego im. Marii Skłodowskiej-Curie w Szczecinie z 1982. Studiowała polonistykę w Wyższej Szkole Pedagogicznej w Szczecinie, włączonej następnie w struktury Uniwersytetu Szczecińskiego. Na tej uczelni doktoryzowała się w 1994 na podstawie pracy pt. Świat kresowy w prozie Włodzimierza Odojewskiego. Stopień doktora habilitowanego uzyskała w 2000 na Uniwersytecie Mikołaja Kopernika w Toruniu w oparciu o rozprawę zatytułowaną Opowieść i milczenie. O prozie Leopolda Tyrmanda. W 2007 otrzymała tytuł profesora nauk humanistycznych.
W pracy naukowej specjalizuje się w zagadnieniach z zakresu historii literatury polskiej, historii literatury XX wieku i teorii literatury. Jako nauczycielka akademicka związana z Uniwersytetem Szczecińskim, objęła na tej uczelni stanowisko profesora na Wydziale Filologicznym. Pełniła funkcję dyrektorki Instytutu Polonistyki i Kulturoznawstwa.
Jest autorką opowiadań, tomików poetyckich, a także rozpraw oraz esejów, w których zajmuje się literaturą polską XX i XXI wieku ze stanowiska krytyki feministycznej. Publikowała m.in. na łamach „Kresów”, „Nowych książek”, „Tekstów drugich”, „FA-artu”, „Borussii”, „Pamiętnika Literackiego”. W latach 1999–2012 była redaktorką naczelną dwumiesięcznika literackiego „Pogranicza”.
W 2019 została członkinią Rady Doskonałości Naukowej I kadencji. W sierpniu 2020 znalazła się w gronie blisko 30 twórców, którzy zrezygnowali z członkostwa w Stowarzyszeniu Pisarzy Polskich, krytykując działania tej organizacji. Następnie przystąpiła do stowarzyszenia Unia Literacka.

## Udział w jury nagród literackich
- Ogólnopolska Nagroda Literacka dla Autorki „Gryfia” – pomysłodawczyni oraz przewodnicząca kapituły nagrody, mającej na celu m.in. promowanie twórczości kobiet. W 2013 nie została powołana do kapituły nagrody kolejnej kadencji, a sposób zakomunikowania tej decyzji spotkał się z dezaprobatą środowisk naukowych i akademickich[7][8][9]. W rezultacie tego i działań w kolejnych latach nominowana w 2015 do nagrody Olga Tokarczuk zwróciła się do kapituły o wykreślenie jej nazwiska z listy kandydatów[8]
- Nagroda Wielkiego Kalibru (2018–2021)[10]
- Poznańska Nagroda Literacka im. Adama Mickiewicza[11]
- Nagroda Literacka „Nike” – członkini jury, w 2021 i 2023 jego przewodnicząca[12].

## Wystąpienie w czasie Strajku Kobiet
Podczas Strajku Kobiet w październiku 2020 wystąpienie prof. Ingi Iwasiów i wypowiedziane przez nią zdanie stały się obiektem krytyki ze strony niektórych mediów prawicowych i konserwatywnych, a także ministra edukacji i nauki Przemysława Czarnka, który zapowiedział wyciągnięcie konsekwencji wobec protestujących nauczycieli i akademików, a następnie skierował pismo do rektora Uniwersytetu Szczecińskiego, bezpośrednio dotyczące prof. Iwasiów. Środowisko akademickie Uniwersytetu Szczecińskiego stanęło w obronie jej postawy podczas protestów. Sprzeciw wyrazili również członkowie kapituły Poznańskiej Nagrody Literackiej im. Adama Mickiewicza.
W listopadzie 2020 roku prof. Tadeusz Żuchowski oświadczył, że rezygnuje z zasiadania w zespole humanistycznym Rady Doskonałości Naukowej, nie chcąc zasiadać wspólnie z prof. Ingą Iwasiów. Porównał ją także do chłopców przeklinających pod szkołą. Literaturoznawczyni wystąpiła z prywatnym aktem oskarżenia przeciwko niemu, uznając, że ją pomówił. W czerwcu 2022 sprawę wygrała. Sąd Okręgowy w Poznaniu wyrok podtrzymał, uznając, że prof. Tadeusz Żuchowski cytowaną wypowiedzią celowo chciał obrazić i poniżyć prof. Ingę Iwasiów odstępując jedynie od wymierzenia kary grzywny.

## Odznaczenia i wyróżnienia
- Brązowym Krzyż Zasługi (2001)[19]
- Brązowy Medal „Zasłużony Kulturze Gloria Artis” (2005)[20].
- Nagroda Artystyczna Miasta Szczecin za 2008[21]
- Zachodniopomorski Nobel (2009)[21]
- tytuł Ambasadora Szczecina (2010)[22].
- tytuł „Obrończyni Praw Człowieka”. Nagroda marszałka województwa pomorskiego (2022)[23]

## Twórczość

### Poezje
- Miłość, Szczecin 2001.
- 39/41, Szczecin 2004.

### Opowiadania
- Miasto-ja-miasto (debiut), Szczecin 1998.
- Smaki i dotyki, Wielka Litera, Warszawa 2006. ISBN 978-83-64142-91-8.

### Powieści
- Bambino, Świat Książki, Warszawa 2008, ISBN 978-83-8032-054-3 – finał Nagrody Literackiej „Nike” (2009)[24], nominacja do Nagrody Literackiej Gdynia (2009)[25].
- Ku słońcu, Świat Książki, Warszawa 2010, ISBN 978-83-7943-725-2.
- Na krótko, Wielka Litera, Warszawa 2012, ISBN 978-83-63387-09-9.
- W powietrzu, Wielka Litera, Warszawa 2014, ISBN 978-83-64142-81-9.
- Pięćdziesiątka, Wielka Litera, Warszawa 2015, ISBN 978-83-8032-052-9.
- Kroniki oporu i miłości, Świat Książki, Warszawa 2019, ISBN 978-83-8139-399-7 – Nagroda Literacka Marszałka Województwa Zachodniopomorskiego „Jantar” (2021)[26].
- Późne życie, Wydawnictwo Drzazgi, Okoniny, 2023, ISBN 978-83-964696-5-6.

### Monografie
- Kresy w twórczości Włodzimierza Odojewskiego. Próba feministyczna, Szczecin 1994.
- Opowieść i milczenie. O prozie Leopolda Tyrmanda, Szczecin 2000.
- Prywatne/publiczne. Gatunki pisarstwa kobiecego, Wydawnictwo Naukowe Uniw. Szczecińskiego, Szczecin, 2008. ISBN 978-83-7241-683-4.
- Pisarstwo kobiet pomiędzy dwoma dwudziestoleciami, Universitas, Kraków, 2012. ISBN 978-83-242-1309-2.
- Granice. Polityczność prozy i dyskursu kobiet po 1989 roku, Seria: Rozprawy i studia (Uniwersytet Szczeciński), t. (943) 869, Wydawnictwo Naukowe Uniwersytetu Szczecińskiego, Szczecin, 2013. ISBN 978-83-7241-929-3.
- Odmrażanie. Literatura w potrzebie, Seria: Studia Pisarskie, t. 1, Wydawnictwo Naukowe Uniwersytetu Szczecińskiego, Szczecin, 2020. ISBN 978-83-7972-433-8.

### Eseje i wspomnienia
- Rewindykacje. Kobieta czytająca dzisiaj, Kraków 2002.
- Gender dla średnio zaawansowanych. Wykłady szczecińskie, Warszawa 2004.
- Umarł mi. Notatnik żałoby, Wydawnictwo Czarne, Wołowiec 2013, ISBN 978-83-7536-564-1.
- Widok z okna w podróży służbowej, Biuro Literackie, 2023[27].

### Inne
- Dziecko, dramat wystawiony w Teatrze Współczesnym w Szczecinie w 2017[28].